# Lista de episódios de Blindspot
Blindspot é uma série de televisão americana de drama policial criada por Martin Gero, estrelada por Sullivan Stapleton e Jaimie Alexander. A série foi encomendada pela NBC em 1 de maio de 2015, e estreou em 21 de setembro de 2015. Foi entregue um pedido de nove em 9 de outubro de 2015, elevando a primeira temporada a um total de 22 episódios, além de um episódio adicional trazendo o pedido para 23 episódios.
A quinta e última temporada estreou em 7 de maio de 2020 e deve incluir 11 episódios. Em 2 de julho de 2020, 97 episódios de Blindspot foram ao ar.

## Exibição da série
| Temporada | Temporada | Episódios | Episódios | Originalmente exibido  | Originalmente exibido |
| Temporada | Temporada | Episódios | Episódios | Estreia da temporada   | Final da temporada    |
| --------- | --------- | --------- | --------- | ---------------------- | --------------------- |
|           | 1         | 23        | 23        | 21 de setembro de 2015 | 23 de maio de 2016    |
|           | 2         | 22        | 22        | 14 de setembro de 2016 | 17 de maio de 2017    |
|           | 3         | 22        | 22        | 27 de outubro de 2017  | 18 de maio de 2018    |
|           | 4         | 22        | 22        | 12 de outubro de 2018  | 31 de maio de 2019    |
|           | 5         | 11        | 11        | 7 de maio de 2020      | 23 de julho de 2020   |

## Episódios

### Primeira Temporada (2015–16)
Os títulos dos episódios da primeira temporada são anagramas que revelam dicas para o enredo, que podem ser agrupadas para formar um parágrafo coerente.
| Seq. | Episódios | Título/Anagrama                                                             | Dirigido por    | Escrito por                    | Estreia original        | Audiência nos EUA (em milhões) |
| --- | --------- | --------------------------------------------------------------------------- | --------------- | ------------------------------ | ----------------------- | ------------------------------ |
| 1 | 1         | "Ai se juntou" "Quem é Jane Doe"                                            | Mark Pellington | Martin Gero                    | 21 de setembro de 2015  | 10.61                          |
| Uma mulher é deixada nua dentro de uma mochila na Times Square, completamente coberta de tatuagens recentes, entre as quais o nome do agente especial do FBI Kurt Weller. Ela sofre de amnésia induzida por drogas. No laboratório do FBI, eles não podem identificá-la nem Weller a conhece, fazendo dela uma Jane Doe. Eles também encontram uma tatuagem antiga do Navy SEAL que foi encoberta. Uma de suas tatuagens é um endereço em caracteres chineses, levando-os ao terrorista Chao. Jane e Weller o detêm, o que provoca a lembrança de Jane executando um curso de tiro supervisionado por um homem desconhecido. Este homem também aparece no hospital para matar Chao. Um flashback mostra como o mesmo homem deu a Jane a droga contra amnésia a seu pedido. Um número no corpo de Jane corresponde a um arquivo editado da diretora assistente do FBI Bethany Mayfair. |           |                                                                             |                 |                                |                         |                                |
| 2 | 2         | "Um uivo perdido" "Taylor Shaw"                                             | Mark Pellington | Martin Gero                    | 28 de setembro de 2015  | 9.11                           |
| Patterson criou um programa de computador para fazer referência cruzada constante das tatuagens de Jane. Ele traz o nome de Major Arthur Gibson, um piloto que quer expor um programa secreto de drones domésticos. Ele alcança o controle de um drone armado e mata seu ex-chefe e outro piloto que o entregou como denunciante. Gibson pretende destruir o programa de drones bombardeando o centro de operações dos pilotos. Patterson localiza seu sinal e Weller e Jane o detêm. Jane é assombrada por flashbacks de matar uma freira e sofre de remorso. Ela finalmente se lembra de que era um soldado disfarçado de quem ela pegou uma chave USB. Weller percebe uma cicatriz no pescoço de Jane, que coincide com uma cicatriz de Taylor Shaw, uma amiga de infância que desapareceu há 25 anos, e ele tem certeza de que Jane é Taylor. Seu pai foi acusado de sequestrar e assassinar Taylor, que dividiu sua família. À noite, Jane é surpreendida pelo homem misterioso em seu apartamento. |           |                                                                             |                 |                                |                         |                                |
| 3 | 3         | "Oito sorrisos magros" "A garota desaparecida"                              | Steve Shill     | Eoghan Mahony & Martin Gero    | 5 de outubro de 2015    | 9.06                           |
| Quando o homem desconhecido no apartamento de Jane a avisa sobre o FBI, ele é baleado por um franco-atirador, o que torna Jane suspeita e cautelosa. O FBI é incapaz de identificar seu corpo. Patterson encontra o número do processo redigido pelo FBI do líder de gangue Saúl Guerrero, liderado por Mayfair, que finge não se lembrar. Casey Robek é ferido ao roubar uma joalheria. Ele tem a mesma tatuagem dos Navy SEALs que Jane. Quando ele acorda no hospital após a cirurgia, ele sinaliza para Jane que a conhece, mas seu irmão Travis o seqüestra. Travis se deixa matar ao invés de ser preso, e Casey sussurra a palavra "Orion" para Jane antes de morrer. Um teste de DNA confirma que Jane é Taylor Shaw, vizinha de infância de Weller. Para consternação de Reade, Jane se torna um membro oficial da equipe. Mayfair se encontra com Tom Carter,CIA , para discutir a operação secreta "Luz do dia". Quem tatuou Jane deve saber disso, mas apenas quatro pessoas o fizeram e uma está morta. Carter exige que Mayfair faça a situação desaparecer. |           |                                                                             |                 |                                |                         |                                |
| 4 | 4         | "Os ossos podem apodrecer" "Ou talvez não"                                  | Karen Gaviola   | Christina M. Kim               | 12 de outubro de 2015   | 8.45                           |
| O namorado de Patterson, David, resolve um quebra-cabeça na foto de uma das tatuagens de Jane. Isso os leva a um laboratório do CDC, onde dois cientistas fanáticos planejam lançar um vírus mortal para salvar o mundo da superpopulação, mas eles são interrompidos a tempo. Patterson pede a Mayfair para ver o arquivo não-redigido de Guerrero, mas é negado, presumivelmente para proteger agentes em campo. Carter exige interrogar Jane, mas Mayfair se recusa. Weller conta a Jane sobre o passado de Taylor. No entanto, um teste que Patterson executou no dente de Jane mostra que ela nasceu na África - isso contradiz o DNA que combinava com Taylor Shaw. A agencia de apostas de Zapata avisa que ela tem três dias para pagar suas dívidas de jogo. |           |                                                                             |                 |                                |                         |                                |
| 5 | 5         | "Dividir a lei" "A vontade do passado"                                      | Mark Pellington | Brendan Gall                   | 19 de outubro de 2015   | 7.82                           |
| Durante o jantar com a irmã de Weller, Sarah, Jane não suporta a pressão para desempenhar o papel de Taylor Shaw. Ela tem uma lembrança de sua infância de ser levada para um porão cheio de outras crianças. Uma cena de crime do que parece ser uma situação de refém corresponde a um endereço derivado de uma das tatuagens de Jane, mas é um site preto da CIA onde o diretor Carter mantém o fabricante de bombas Dodi. Dodi é resgatado por sua equipe e constrói uma bomba radiológica, mas é interrompido pelo FBI. Carter aparece no local e está prestes a atirar em Jane, mas Mayfair o impede. Ele exige abertamente Dodi ou Jane para a CIA, então Mayfair desiste de Dodi. O pai de Weller, Bill, visita Sarah, mas Weller se recusa a se reconciliar. Carter dá dinheiro a Zapata para pagar suas dívidas e exige todas as informações do FBI sobre Jane em troca. |           |                                                                             |                 |                                |                         |                                |
| 6 | 6         | "Cede sua alma" "ofusca nossos olhos"                                       | Rob Hardy       | Alex Berger                    | 26 de outubro de 2015   | 7.91                           |
| O FBI encerra um aplicativo hacker que pode localizar veículos do governo. Jane tem um sonho erótico com alguém que ela acha que é Weller, então ela tenta manter distância dele. No entanto, o homem em seus sonhos não é Weller e está observando sua casa à noite. Zapata finalmente decide pagar suas dívidas de jogo, dando o dinheiro que recebeu de Carter para o apostador. Ela diz a ele que saiu e não quer mais apostar. Sarah diz a Bill que Taylor está vivo. |           |                                                                             |                 |                                |                         |                                |
| 7 | 7         | "Enviado em turnê" "Não confie em ninguém"                                  | Steve Shill     | Chris Pozzebon                 | 2 de novembro de 2015   | 8.02                           |
| Quando questionado por Weller sobre o arquivo, Mayfair afirma que Saúl Guerrero ( Lou Diamond Phillips ) era um informante e ela era sua treinadora, mas então ele começou a trabalhar contra o FBI, razão pela qual o arquivo é redigido. David quer morar com Patterson e ele a ajuda a seguir uma pista da Sociedade Histórica do Brooklyn, mas Mayfair descobre sobre David e repreende Patterson por dar acesso civil a informações classificadas. Com medo, ela termina com David. A equipe segue uma das tatuagens de Jane até uma cidade secessionista em Michigan, onde prendem Guerrero. Depois de lutar contra a milícia da cidade com a ajuda de pistas de várias outras tatuagens, eles o trazem para o FBI. Quando Weller percebe que Mayfair nunca conheceu Guerrero antes, ela conta a ele sobre a Operação Daylight. |           |                                                                             |                 |                                |                         |                                |
| 8 | 8         | "Perseguir enviados" "Suspeitar todos"                                      | Marcos Siega    | Chelsey Lora                   | 9 de novembro de 2015   | 7.67                           |
| Há cinco anos, Bethany Mayfair se reuniu com Tom Carter, a diretora política adjunto da Casa Branca, Sofia Varma, e o chefe de gabinete da Casa Branca, Davenport. Agora, Mayfair conta a Weller sobre todas as informações domésticas valiosas que a NSA coletou ilegalmente e que recebeu ordens para tornar a inteligência acionável. Ela usou Saúl Guerrero para fazer isso e eles fizeram dele uma frente como um CI, que os deixou colocar pessoas perigosas atrás das grades. Weller fala mal de todas as suas mentiras, de que ela tem o caso e por que ele está tatuado no corpo de Jane. Mayfair jura que não sabe mais nada, mas seu relacionamento com Weller pode estar além do reparo. Um flashback mostra como Sofia, que era sua amante, cometeu suicídio. Enquanto isso, dois policiais da polícia de Nova York são encontrados mortos após serem conectados à cena do assassinato de um jovem negro que resultou em tumultos. A unidade' O logotipo numerado de s corresponde a uma tatuagem no corpo de Jane. Sua investigação revela um segredo sujo da 65ª delegacia. Carter exige que Zapata continue entregando mais informações sobre Jane, o que ela reluta em dar. |           |                                                                             |                 |                                |                         |                                |
| 9 | 9         | "Namoro autêntico" "Levante a cortina"                                      | David McWhirter | Katherine Collins              | 16 de novembro de 2015  | 7.74                           |
| Patterson decodifica outra tatuagem que leva a um site que os criminosos usam para discutir seus crimes. Eles são levados a um local e ocorre um tiroteio com um casal de assassinos, o que leva à morte do casal. Allison Knight, Marshall dos EUA, e ex-namorada de Weller explicam que houve uma invasão no WitSec (Programa de Segurança das Testemunhas) e que o casal de assassinos deveria comprar uma lista de hits. Weller e Jane se disfarçam como o casal assassino para obter a lista e prender o homem que a vende. Jane e Weller são transportados para a ilha do vendedor sob alta segurança e a equipe precisa localizar onde Jane e Weller foram levados. Mayfair e Carter discutem sobre Guerrero, com Carter querendo matá-lo e Mayfair planejando voltar à papelada para que ele não possa fixar a luz do dia neles. No entanto, Carter ordena que um zelador mate Guerrero. Zapata é pressionada por Carter para colocar um inseto na casa segura de Jane, mas ela não o faz. Patterson se encontra com seu ex-namorado David, que quer se reunir, mas ela quer ficar separada devido ao seu trabalho de alto nível. Mais tarde, David percebe uma mulher olhando um livro de códigos que ele e Patterson haviam encontrado juntos e segue a mulher. Depois de seguir a mulher para um beco, ela o mata. |           |                                                                             |                 |                                |                         |                                |
| 10 | 10        | "Instrumento artesanal malvado" "E desvendar o mentor"                      | Marcos Siega    | Christina M. Kim               | 23 de novembro de 2015  | 7.03                           |
| Mayfair se encontra com Carter, e ele diz para ela se livrar de Jane, já que ela é o último link para "Luz do dia". Zapata recebe uma "última chance" de Carter de incomodar o apartamento de Jane. Seguindo as informações do livro com uma impressão parcial, a equipe descobre uma célula adormecida russa. A equipe descobre que a ruiva é uma delas e sua missão é eliminar alvos considerados antipatrióticos para a Rússia. Eles a encontram e a derrubam em uma luta pesada. Mais tarde, Jane abandona seus agentes do FBI e espera Weller do lado de fora de seu apartamento, onde ela o beija. Ela é sequestrada por Carter, que a procura de informações, fazendo com que ela se lembre de que ele está conectado a "Orion". O homem com a tatuagem da árvore salva Jane, matando Carter, e mostra a Jane um vídeo revelando que "ela" é a pessoa que orquestrou tudo, |           |                                                                             |                 |                                |                         |                                |
| 11 | 11        | "Pare de forçar o inimigo" "Em caso de emergência"                          | Rob Seidenglanz | Martin Gero                    | 29 de fevereiro de 2016 | 6.85                           |
| Oscar, o homem com a tatuagem da árvore, diz a Jane que ela tem que confiar nele e que foi ela quem mandou que ela não soubesse quem ela é e por que ela fez tudo isso sozinha. Uma das tatuagens de Jane leva a equipe a uma ilha abandonada, onde encontram um avião comercial que desapareceu e que se presume estar perdido. Uma vez lá, eles são detidos por um grupo de terroristas que estão usando a ilha para manter o refém do passageiro e os forçam a criar um dispositivo capaz de desativar todos os satélites de GPS dos EUA. Enquanto isso, o inspetor-chefe Fischer, do Escritório de Responsabilidade Profissional do FBI, anuncia a Mayfair que estará investigando a morte do ex-namorado de Patterson, David. |           |                                                                             |                 |                                |                         |                                |
| 12 | 12        | "Scientists Hollow Fortune" "Siga estas instruções"                         | Rich Newey      | Alex Berger                    | 7 de março de 2016      | 6.59                           |
| Oscar encarrega Jane de substituir a caneta de Mayfair por uma duplicata. Quando um exército transportado por via aérea sargento que foi pensado para ser morto mata três pessoas em uma base do exército, é revelado que seu nome está tatuado na perna de Jane, juntamente com os nomes de quatro outros soldados, todos presumivelmente mortos. A equipe o segue até a casa antiga de sua mãe e eles percebem que ele estava sendo experimentado por um empreiteiro militar particular tentando fazer um super soldado. Quando ele é sequestrado pelo médico que o experimentou, o FBI os rastreia até uma instalação de armazenamento no Brooklyn e Weller é forçado a matá-lo quando ele tem uma arma apontada para Jane. |           |                                                                             |                 |                                |                         |                                |
| 13 | 13        | "Apague a juventude cansada" "Fique onde está"                              | Marcos Siega    | Chris Pozzebon                 | 14 de março de 2016     | 6.25                           |
| Depois que uma dica revela uma vergonha dentro do FBI, a equipe deve procurar o agente enquanto enfrenta um exame minucioso do inspetor Fischer. Fischer interroga Mayfair e sua equipe, investigando seus segredos mais profundos. Fischer encontra evidências de que o paradeiro de Jane não foi encontrado na noite do desaparecimento de Tom Carter e a acusa de matá-lo. Um informante do FBI identifica Jane como a toupeira e Fischer a prende. Weller, certo da inocência de Jane, pede ao informante mais informações e descobre que o próprio Fischer é a toupeira. Ele e sua equipe trabalham para libertar Jane e prender Fischer. Jane sai da custódia e mata Fischer quando o último pega sua arma. Reade conta a Weller sobre o relacionamento dele e de Sarah; Weller ordena que ele termine. Percebendo que o caso de Fischer contra Jane era altamente plausível, Reade e Mayfair começam a se perguntar se ela matou Carter. Jane, furiosa e abalada, encontra Oscar, que diz que há uma tatuagem sensível ao tempo em seu corpo que ele precisa que ela decifre. Jane declara que terminou com ele e vai embora. |           |                                                                             |                 |                                |                         |                                |
| 14 | 14        | "Regras em desafio" "Encontre uma linha segura"                             | Kenneth Fink    | Kristen Layden                 | 21 de março de 2016     | 5.89                           |
| Uma tatuagem leva a equipe a um tiroteio em massa, que foi uma operação que a equipe errou. Eles então tropeçam em uma confissão suspeita no corredor da morte e em um círculo de tráfico de seres humanos. Incapaz de adiar a execução, a equipe precisa prender as pessoas envolvidas no círculo de contrabando para salvar o preso. Zapata toma o lugar da próxima suposta vítima, mas é drogada e sequestrada, seu dispositivo de rastreamento removido. Jane discute com o terapeuta do FBI sobre deixar ou não o FBI, mas quer voltar quando souber que Zapata está em perigo. Os sequestradores descobrem que Zapata não é quem eles pensavam que ela era. Os políticos e empresários sujos envolvidos fugiram com medo de serem expostos, incendiando o prédio com Zapata e as outras vítimas. Zapata ajuda os outros a escapar, mas está preso. A equipe chega lá a tempo, prendendo o anel e salvando Zapata. Reade é nocauteado por um homem mascarado durante sua investigação sobre a morte de Carter. Jane se recusa a ser o patrimônio de Oscar no FBI. Oscar adverte que os responsáveis matarão Weller se ela não cooperar. |           |                                                                             |                 |                                |                         |                                |
| 15 | 15        | "Older Cutthroat Canyon" "Para entrar em contato com o manipulador"         | Marcos Siega    | Brendan Gall                   | 28 de março de 2016     | 5.99                           |
| Oscar dá a Jane sua nova missão: colocar um rastreador dentro do veículo da equipe. Reade acorda com uma arma na cabeça. O homem mascarado o adverte sobre a investigação da morte de Carter. Patterson resolve uma pista tatuada: a rosa ardente. A investigação leva a uma galeria recentemente roubada. Weller é ferido por uma bomba que encontra dentro de uma escultura. Reade e Jane revistam o apartamento do artista, mas são atingidos por um atirador de elite que Jane reconhece em flashback. Quando o atirador escapa, Jane foge também. Weller recusa o tratamento até Jane estar segura. Enquanto a equipe segue uma pista, Jane aprende sobre o atirador de elite de Oscar. Em um estaleiro, a equipe de Weller fica presa no esconderijo do atirador. Oscar é orientado a manter Jane segura, mas, precisando saber que Weller e os outros estão seguros, ela vai para o estaleiro e é pega pelo atirador. Weller ' A equipe s dispara para fora da armadilha enquanto Jane luta contra o atirador. Oscar atira no atirador e ambos caem na água. Sabendo que Sarah está em perigo, Reade quer parar de investigar Jane e tem que partir o coração de Sarah para protegê-la. No ponto de encontro, Jane encontra Oscar vivo. O atirador também está vivo.                                                   |           |                                                                             |                 |                                |                         |                                |
| 16 | 16        | "Qualquer ladrão ferido" "Encontre o que precisa"                           | Tricia Brock    | Christina M. Kim               | 4 de abril de 2016      | 5.54                           |
| À medida que o relacionamento de Weller com Allie se desenvolve, sua irmã decide sair de seu apartamento devido à raiva dela por ter sido descartada por Reade. Também é o aniversário de Taylor e Weller lhe dá um pingente que pertencia à sua mãe. Quando um caminhão blindado que transporta gás Sarin roubado é roubado, a investigação da equipe leva a um general corrupto que estava vendendo o gás para a Coréia do Sul. Quando Jane fica chateada com Oscar por pedir que ela se aproxime de Weller, ele professa seu amor por ela e eles fazem sexo. Enquanto isso, Patterson luta com as lembranças de David quando recebe uma ligação confirmando uma reserva que ele fez para o primeiro aniversário. Depois de algum incentivo do Dr. Borden, ela vai ao restaurante com as últimas palavras cruzadas de David. Falando com um "fantasma" de David, ela resolve as palavras cruzadas, que David havia resolvido outra tatuagem antes de sua morte. |           |                                                                             |                 |                                |                         |                                |
| 17 | 17        | "Equipa os vigias leais telepáticos" "Quase no último lugar que você olha"  | Jeff T. Thomas  | Rachel Caris Love              | 11 de abril de 2016     | 5.53                           |
| Patterson usa as pistas de David para decodificar outra tatuagem, levando-a a uma loja de antiguidades onde o proprietário a sequestra de repente. Quando a equipe descobre seu desaparecimento e refaz seus passos, eles descobrem que seu seqüestrador é um assassino em série cujo irmão poderoso tem encoberto seus crimes. Depois de resgatar Patterson, matar seu seqüestrador e prender seu irmão, Reade se apresenta a Mayfair sobre as ameaças contra ele. |           |                                                                             |                 |                                |                         |                                |
| 18 | 18        | "Começa a técnica" "Para iniciar a sequência"                               | Karen Gaviola   | Martin Gero                    | 18 de abril de 2016     | 5.46                           |
| O FBI deve usar o criminoso que eles guardaram, Rich Dotcom, para capturar um criminoso que é banqueiro de muitas organizações terroristas. Sua idéia é encenar o roubo de 12 pinturas inestimáveis do mercado negro do professor que as roubou. Mais tarde, todo o assalto acaba sendo um esquema para a Dotcom escapar da custódia. Enquanto isso, Jane conhece o pai de Weller e começa a seguir o plano de Oscar de fingir se lembrar de coisas da infância dela e de Weller. A namorada de Mayfair, Sofia, que estava morta, parece estar viva. |           |                                                                             |                 |                                |                         |                                |
| 19 | 19        | "No cometa de nós" "Concentre-se no tempo"                                  | Dermott Downs   | Ryan Johnson & Peter Lalayanis | 25 de abril de 2016     | 5.58                           |
| Zapata resolve uma tatuagem que leva a equipe à Universidade Hudson em uma missão aparentemente sem valor para descobrir fraudes em bolsas de estudos. Quando eles chegam ao campus, um atirador começa um tumulto. A equipe se separa e acaba detendo os autores que se revelam ex-jogadores de futebol abusados por seu treinador, com quem Reade é próximo. O show também revela detalhes da vida dos personagens: Weller e seu relacionamento com o pai; Jane e seu relacionamento com Oscar; Zapata e seus jogadores reuniões anônimas; e Reade superando sua separação com Sarah e visitando seu alfaiate. Enquanto isso, Mayfair dá a Sofia dinheiro para ajudá-la a fugir de seus perseguidores. Sofia recusa a oferta de proteção de Mayfair e pede que ela fuja com ela; Mayfair recusa e a manda embora. |           |                                                                             |                 |                                |                         |                                |
| 20 | 20        | "Swift Hardhearted Stone" "Então aguarde o endereço"                        | Rob Seidenglanz | Christina M. Kim               | 2 de maio de 2016       | 5.43                           |
| O Dr. Borden consulta o caso de uma garota autista que desenha esboços extremamente detalhados, um dos quais combina com uma das tatuagens de Jane. A garota é filha do líder de um grupo terrorista e seus esboços fornecem informações valiosas. Quando a mãe da menina é assassinada, a equipe a leva para a cabine da tia do Dr. Borden para protegê-la. Lá, eles param um grupo de homens que vêm para matá-la. Os esboços da garota revelam que um diplomata do Departamento de Estado, que estava financiando o grupo terrorista, enviou homens para impedir que ela o identificasse, resultando em sua prisão. Zapata explica suas suspeitas sobre Mayfair para Reade. Jane rouba dados do FBI a pedido de Oscar. Enquanto Mayfair está curtindo uma noite fora, Alexandra é assassinada e um telefonema anônimo a avisa para não investigar a morte de Carter. |           |                                                                             |                 |                                |                         |                                |
| 21 | 21        | "De cuja rota inquieta" "Para sua nova casa segura"                         | Jeff F. King    | Alex Berger                    | 9 de maio de 2016       | 5.61                           |
| Quando o escritório do FBI é invadido, Patterson deve liderar a equipe com tecnologia analógica para encontrar os criminosos e impedi-los de matar Reade, Sarah e um estranho preso no elevador. Enquanto isso, o advogado americano Weitz assume a investigação da morte de Alexandra e Mayfair percebe que ele tentou recrutar Zapata. Sarah diz a Reade que ela está se mudando para Portland. Mayfair é presa pelo assassinato de Alexandra, que não era quem ela alegou. Jane percebe que todas as missões que ela realizou para o Oscar foram uma conspiração para enquadrar Mayfair. |           |                                                                             |                 |                                |                         |                                |
| 22 | 22        | "Se amar um rebelde, a morte será processada" "A ordem final será revelada" | Romeo Tirone    | Brendan Gall                   | 16 de maio de 2016      | 5.27                           |
| Quando Jane acusa Oscar de usá-la para chegar a Mayfair, Sofia aparece e revela que Jane, antes de limpar a memória, a recrutou para a trama para derrubar Mayfair. A equipe investiga o caso de um bebê abandonado e descobre um grupo de cientistas desonestos que estão criando ilegalmente crianças designer geneticamente modificadas. Mayfair interrompe a prisão domiciliar para descobrir quem a enquadrou. A trilha de evidências a leva ao esconderijo de Oscar e Jane; no entanto, Oscar a mata antes que ela possa expor o envolvimento de Jane. O chefe de Mayfair, diretor Pellington, expulsa Jane do FBI e encerra todas as investigações que envolvem suas tatuagens, mas promove Weller a preencher permanentemente a posição de Mayfair. Weller e Jane compartilham um beijo. No entanto, pouco antes de morrer, o pai de Weller confessa que ele realmente matou Taylor Shaw, deixando Weller se perguntando: |           |                                                                             |                 |                                |                         |                                |
| 23 | 23        | "Por que aguardar o fim da vida" "Quando for arquivado"                     | Rob Seidenglanz | Martin Gero                    | 23 de maio de 2016      | 5.85                           |
| Para rastrear o Oscar, Jane pede a ajuda de Ana, uma jovem hacker que a equipe havia salvo anteriormente. Weller e Sarah cavam embaixo do forte em sua casa de infância, onde Bill Weller disse que Taylor Shaw foi enterrado, mas não encontrou nada. Weller percebe que "forte" se refere a um antigo acampamento da família; lá, ele desenterra os ossos de Taylor. Jane finalmente alcança Oscar, que a nocauteia e a captura. Quando ela acorda, ele confirma que ela não é Taylor, explica os planos do grupo e diz que Shepherd é o líder deles. Enquanto ele se prepara para limpar sua memória novamente, Jane se liberta e o mata. Reade, Zapata e Patterson procuram Mayfair descobrindo que ela foi assassinada. Descriptografando uma unidade flash que Mayfair havia escondido em sua casa, eles descobrem arquivos rotulados como "Luz do dia", "Orion" e "M7G677". Em cima de Jane |           |                                                                             |                 |                                |                         |                                |

### Segunda Temporada (2016–17)
Os títulos dos episódios das nove primeiras da segunda temporada seguem a mesma fórmula de anagramas da primeira temporada. Os títulos do décimo episódio em diante são palíndromos; as letras centrais dos títulos dos episódios explicitam a frase "Kurt Weller SOS".
| Seq. | Episódios | Título/Anagrama                                                                             | Dirigido por       | Escrito por                      | Estreia original        | Audiência nos EUA (em milhões) |
| --- | --------- | ------------------------------------------------------------------------------------------- | ------------------ | -------------------------------- | ----------------------- | ------------------------------ |
| 24 | 1         | "In Night So Ransomed Rogue" "Nada é mais perigoso"                                         | Martin Gero        | Martin Gero                      | 14 de setembro de 2016  | 7.10                           |
| Quando Jane escapa da custódia da CIA após ser torturada por três meses, a agente da NSA Nas Kamal recruta a equipe de Weller para recapturá-la. Sob interrogatório, Jane explica seu envolvimento com Oscar e as circunstâncias que cercam a morte de Mayfair. Nas revela que Jane e Oscar eram membros do Sandstorm, um grupo terrorista, e propõe o uso de Jane como um agente triplo para se infiltrar neles. Embora desconfiado de Jane, Weller e sua equipe concordam com a idéia de vingar Mayfair. Jane manda a equipe atirar nela para fornecer um álibi para seu desaparecimento e se encontra com Roman, um membro da Tempestade de Areia. Depois de tratar o ferimento de Jane, ele a leva para Shepherd, líder de Sandstorm, que revela que ela é a mãe adotiva de Jane e que Roman é o irmão de Jane. Shepherd pede a Jane, cujo nome verdadeiro é Remi, para continuar atuando como Tempestade de Areia ' s agente duplo dentro do FBI. Usando os recursos da NSA, Patterson começa a decifrar os arquivos no pen drive de Mayfair, descobrindo uma foto aérea de Jane inconsciente em um campo de batalha. Shepherd tem uma discussão com Roman sobre sua outra toupeira dentro do FBI. |           |                                                                                             |                    |                                  |                         |                                |
| 25 | 2         | "Empurrar o nó ardente" "Eles invocam o medo"                                               | David McWhirter    | Brendan Gall                     | 21 de setembro de 2016  | 6.08                           |
| Shepherd diz a Jane para apontar a equipe para outra tatuagem, o que os leva a descobrir a trama de um cartel mexicano de drogas para explodir um avião em direção ao Aeroporto LaGuardia. O plano é frustrado, mas Nas diz a Jane que toda tatuagem que eles resolvem tem efeitos colaterais e conseqüências não intencionais. Eles também aprendem que Shepherd tem pessoas dentro do governo, incluindo o Departamento de Justiça. É revelado que Nas está gravando secretamente as sessões de aconselhamento de Jane com o Dr. Borden. Dr. Borden convida Patterson para jantar. Allie diz a Weller que está grávida e se oferece para deixá-lo fazer parte da vida da criança, mas Weller não tem certeza da idéia de paternidade. Reade conversa com um velho amigo sobre testemunhar contra seu ex-treinador de futebol desde a primeira temporada e percebe que ele pode ter sido uma das vítimas do homem. |           |                                                                                             |                    |                                  |                         |                                |
| 26 | 3         | "Herói teme podridão iminente" "Pois o momento está próximo"                                | Jeff T. Thomas     | Alex Berger                      | 28 de setembro de 2016  | 5.60                           |
| Jane acorda no esconderijo de Sandstorm. Suspeita de seu álibi por seus três meses em cativeiro devido a Cade estar na Venezuela na época em que ela disse que ele a estava mantendo em cativeiro e a torturava, Shepherd atribui-lhe um teste: matar um engenheiro que não projetou um microchip para Sandstorm. Quando Jane é incapaz de matar o homem, Roman o faz e a devolve ao FBI para aguardar mais instruções. O restante da equipe tenta parar uma sequência de atentados em Nova York. Quando Weller tenta conversar com o homem-bomba para acalmá-lo, Nas atira no homem à distância sem aviso, aumentando as tensões entre ela e Weller. Patterson e Dr. Borden compartilham um beijo. Reade confessa a Zapata que ele pode ter reprimido as lembranças de ter sido molestado por seu ex-treinador. Jane retorna a Sandstorm e descobre que Roman disse a Shepherd que ela passou no teste. Ela agradece a Roman, que a avisa que os planos estão mudando rapidamente e que ele não poderá cobri-la pela segunda vez. |           |                                                                                             |                    |                                  |                         |                                |
| 27 | 4         | "Se Beth" "O FBI"                                                                           | Jeff F. King       | Ryan Johnson & Peter Lalayanis   | 5 de outubro de 2016    | 5.71                           |
| Atormentado pela possibilidade de suas memórias reprimidas, Reade sofre um colapso mental, espancando um hacker por resistir à prisão. Seguindo uma pista de uma das tatuagens de Jane, a equipe se disfarça em uma gala de museu onde um terrorista mata duas pessoas. O terrorista é revelado como um ex-agente da CIA cuja identidade foi apagada depois que ela tentou expor a corrupção na CIA, os agentes corruptos de sua vítima. A mulher acredita que sua filha foi morta, mas a equipe de Weller ainda a encontra viva e reúne mãe e filha. A pedido de Roman, Shepherd relata seu trágico início de vida a Jane para ligá-la mais perto de Sandstorm e sua missão. Zapata contrata o hacker Reade atacado por um trabalho não especificado. Nas mostra Weller evidências de que Sandstorm o vigia há mais de vinte anos. |           |                                                                                             |                    |                                  |                         |                                |
| 28 | 5         | "Defende os furtos mais desagradáveis" "Defende a Constituição"                             | Rob Seidenglanz    | Christina M. Kim                 | 12 de outubro de 2016   | 5.53                           |
| A equipe de Weller investiga uma tentativa de assassinato contra o senador estadual Donahue. As evidências apontam para o primo em estado terminal do senador, Patrick O'Malley, que afirma que o senador é o chefe secreto da máfia irlandesa e arranjou um golpe falso em si mesmo. Acompanhado pela equipe de Weller e Allie, ele coleta evidências que implicam Donahue, mas os homens de Donahue vêm para matá-lo. Na luta que se seguiu, Allie leva um tiro na perna e O'Malley sacrifica sua vida para garantir sua fuga, pois eles eram amigos há anos. Depois que Donahue é presa, Allie diz a Weller que ela terá que aceitar um emprego na mesa e sugere que ele faça o mesmo com o bebê. Graças a uma dica do hacker Zapata contratado, Patterson decodifica o arquivo M7G677, revelando e-mails entre Mayfair e Douglas Winter, o denunciante que expôs Orion. Jane recupera memórias de um médico que a resgatou no Afeganistão e Shepherd explica como ela voltou aos EUA; A história de Shepherd é revelada mais tarde como uma mentira. Obcecado com os supostos crimes de seu ex-treinador, Reade agride o homem e invade sua casa, onde encontra uma fita de vídeo com seu nome. Zapata encontra Reade em pé sobre o cadáver do treinador. |           |                                                                                             |                    |                                  |                         |                                |
| 29 | 6         | "O espião dela foi prejudicado" "Exército do pastor"                                        | Olatunde Osunsanmi | Chris Pozzebon                   | 19 de outubro de 2016   | 5.24                           |
| Apesar de ter sido encontrado na cena do crime, Reade insiste que não o fez. Quando o assassinato do treinador chama a atenção de Patterson, Reade e Zapata tentam desesperadamente encobrir tudo o que poderia levar Reade a ser identificado como suspeito. Jane se junta a Roman em uma missão para roubar um microchip para Sandstorm. Enquanto Roman mantém os guardas de segurança preocupados, Jane tenta fazer o upload dos dados do microchip para Patterson, mas decide interromper o upload intermediário para salvar Roman. Enquanto isso, Weller e Nas viajam para a Bulgária em busca de Douglas Winter e descobrem que o novo vice-diretor da CIA está na mesma trilha. Quando eles encontram Winter, ele alega ter sido enquadrado, quando dois indivíduos mascarados plantaram as evidências incriminatórias em seu laptop e fornecem uma gravação em áudio do incidente. Ao levar Winter de volta aos Estados Unidos, Patterson decodifica as vozes na gravação, que Jane identifica como pertencentes a Shepherd e Roman. Além disso, Weller reconhece a voz de Shepherd. |           |                                                                                             |                    |                                  |                         |                                |
| 30 | 7         | "Resolve onze mitos" "Servem apenas a si mesmos"                                            | Jeff F. King       | Eric Buchman                     | 26 de outubro de 2016   | 5.20                           |
| Em um sonho, Jane luta contra uma versão de cabelos compridos de quem não consegue vencer. Mais tarde, o sistema de computador do FBI é invadido por Rich Dotcom, retornado da temporada anterior quando ele escapou da equipe. A Dotcom agora quer proteção do FBI contra um assassino chamado acadiano. O assassino mata dois agentes do FBI e aciona uma bomba química no elevador. Reade e Zapata estão discutindo sobre um caso em que o acadiano ataca os dois e desaparece com um Zapata inconsciente. Ela é injetada com uma neurotoxina e o acadiano informa a equipe que, em troca da Dotcom, ele os informará qual dos três frascos contém o antídoto. Weller e Dotcom criam um loop de câmera falso para definir uma armadilha para os acadianos. A memória de Jane de seu sonho informa a ela que luta é usada para derrotar os acadianos, a quem Weller mata. À beira da morte, Zapata bate o código Morse no pulso de Reade para indicar qual frasco a curará. Dotcom quase escapa novamente, mas, graças a Patterson, ele e seus cúmplices são finalmente pegos. Enquanto isso, Roman recebe informações de que a lealdade de Jane está com o FBI. |           |                                                                                             |                    |                                  |                         |                                |
| 31 | 8         | "Lutamos contra mortes em águas espessas e solitárias" "Quando os soldados atacam, lutamos" | Rob Hardy          | Kristen Layden                   | 9 de novembro de 2016   | 4.90                           |
| Quando Jane e Weller desaparecem durante uma missão secreta, o procurador assistente dos EUA Weitz vem ao escritório de Nova York para investigar. Ele e o restante da equipe de Weller devem reunir os testemunhos conflitantes de dois criminosos para descobrir o que aconteceu. Eles finalmente encontram Jane e descobrem que Weller saiu para seguir o famoso traficante de armas que financiava a missão. Quando ele é capturado e leiloado pelo melhor lance, a equipe vence o leilão e se apresenta como compradores para resgatar Weller e prender o traficante de armas. Depois que Weitz ameaça terminar sua carreira, Nas dá a Patterson acesso a todos os seus dados no Sandstorm. A equipe desfruta de um chá de bebê para o bebê de Weller e Allison. Reade ajuda Freddie, o verdadeiro assassino do treinador, a deixar a cidade, enquanto Zapata consegue devolver a faca de Freddie à evidência policial. Roman vem para Jane. |           |                                                                                             |                    |                                  |                         |                                |
| 32 | 9         | "Por que deformar pastagens mais frias" "Protegeremos sua liberdade"                        | Tawnia McKiernan   | Brendan Gall                     | 16 de novembro de 2016  | 5.00                           |
| Enquanto estiver com Sandstorm, Jane alerta o FBI que seu ataque é iminente e a equipe de Weller invade a sede de Sandstorm. Roman derruba Jane. Quando ela acorda, Shepherd revela que há muito tempo Jane é uma agente tripla para o FBI graças à toupeira de Sandstorm, Dr. Borden. Flashbacks revelam que a esposa de Borden foi a médica que cuidou de um problema de pré-memória, Jane, de volta à saúde no Afeganistão; depois que ela foi morta por um ataque de drone americano, Jane recrutou Borden para Sandstorm. No presente, Shepherd diz a Jane que fingiu que a fase dois estava em andamento para atrair a equipe de Weller; quando o FBI chega ao quartel-general da tempestade de areia, ela detona uma bomba, prendendo-a nos escombros. Shepherd ordena que Roman mate a Jane; quando ele se recusa, Shepherd tenta matar os dois, mas Jane e Roman escapam. Weller consegue convocar ajuda e resgatar sua equipe. Enquanto trata as feridas de Roman, Jane apaga sua memória, esperando lhe dar a mesma segunda chance que ela teve. Patterson reconhece o anel de Borden, percebendo que ele trabalha para Sandstorm. Quando ela tenta prendê-lo, ele revida e um tiro soa; não é mostrado quem foi atingido. |           |                                                                                             |                    |                                  |                         |                                |
| 33 | 10        | "Nem eu, Nigel, também conhecido como Perna de Ferro"                                       | David Tuttman      | Rachel Caris Love                | 4 de janeiro de 2017    | 5.14                           |
| É revelado que o tiro atingiu Patterson e, embora ela sobreviva, ela é capturada por Borden e torturada por informações por Shepherd. Um romano amnésico escapa da custódia de Jane e mais tarde é resgatado dos homens de Sandstorm por Jane e Weller. O FBI o interrogou em busca de pistas sobre a localização de Patterson, mas ele não se lembra de nada. Zapata encontra uma mensagem codificada de um agente da Sandstorm, que leva o FBI à localização de Borden. O diretor Pellington remove Nas do FBI por ordenar o ataque fracassado em Sandstorm. O FBI resgata Patterson pouco antes de ela ser morta, mas Borden escapa. Reade faz avanços românticos em relação a Zapata que são rejeitados. Pellington ordena que Roman seja entregue à CIA para mais perguntas, mas cede e também reinstala Nas depois que Weller ameaça renunciar. |           |                                                                                             |                    |                                  |                         |                                |
| 34 | 11        | "Droll Autumn, Senhor Imutual"                                                              | Adam Salky         | Hadi Nicholas Deeb               | 11 de janeiro de 2017   | 5.01                           |
| Quando o líder terrorista Anton Stepulov entra nos EUA, a equipe de Weller investiga. Eles descobrem que ele foi levado aos Estados Unidos pelo vice-diretor da CIA Keaton para fornecer informações sobre um ataque terrorista em troca de um transplante de coração para seu filho. O filho de Stepulov morre durante a operação e o FBI é forçado a interromper o ataque sem sua ajuda. Eles deduzem que o alvo do ataque é um torneio de basquete do ensino médio, onde a filha de Keaton, Erin, está jogando. Os homens de Stepulov sequestram Erin e a mantêm refém, mas ela é resgatada por Weller e Keaton e o ataque é frustrado. Allie diz a Weller que ela está pensando em se mudar para o Colorado com seu filho. Nas traz um psiquiatra para avaliar Roman e ela conclui que ele não tem empatia. Patterson resolve o enigma da tatuagem desaparecida: ela leva a Kat Jarrett, |           |                                                                                             |                    |                                  |                         |                                |
| 35 | 12        | "O diabo nunca viveu"                                                                       | Kate Woods         | Deanna Shumaker & Chris Pozzebon | 18 de janeiro de 2017   | 4.73                           |
| Jane e Roman se disfarçam para se infiltrar na gangue de motociclistas de Kat Jarrett, os Viper Kings. Depois que Roman vê Kat, ele se lembra que eles estavam romanticamente envolvidos e planejavam fugir juntos, mas Remi o forçou a abandoná-la. Jane e Roman organizam um assalto falso para fornecer aos reis explosivos que eles venderão para Sandstorm, dando ao FBI a chance de prender Shepherd. Depois que o roubo é bem-sucedido, Kat suspeita acusa Roman e Jane de trabalharem com a polícia; Roman confessa, mas afirma que ele só fez isso com Kat. Kat ajuda ele e Jane a escapar dos reis, mas leva um tiro fatal, professando seu amor por Roman com seu fôlego agonizante. O FBI invade a reunião entre os Reis e Tempestade de Areia, mas descobre que Shepherd já saiu com os explosivos. Por causa disso, Nas termina com Weller, sentir que o relacionamento deles nubla seu julgamento profissional. Jane reconhece Shepherd em uma foto do anuário do ensino médio de Weller e Weller lembra quem é Shepherd. |           |                                                                                             |                    |                                  |                         |                                |
| 36 | 13        | "Nome não um homem"                                                                         | Glen Winter        | Ryan Johnson & Peter Lalayanis   | 8 de fevereiro de 2017  | 4.64                           |
| Visitando sua antiga academia militar, Weller descobre o nome verdadeiro de Shepherd, Ellen Briggs, e que ela financiou sua educação. A equipe de Weller investiga Jared Wisnewski, líder de um grupo de agricultores antigovernamentais que planejam um ataque a bomba, descobrindo que Wisnewski é um informante do FBI que foi preso pelo agente Boyd. Weller permite que Wisnewski se encontre com seus co-conspiradores para que o FBI possa prendê-los, mas Wisnewski é baleado e um dos conspiradores foge, planejando um ataque a um novo alvo. Weller despede Boyd e sua equipe consegue evitar o ataque. Weller interroga Sean Clarke, um ex-colega de Shepherd que é incapacitado por um derrame, sobre Shepherd, mas Clarke apenas divaga sobre beisebol. Mais tarde, Patterson descobre que Clarke bloqueou a promoção de Weller sob as ordens de Shepherd e Weller percebe que Clarke " |           |                                                                                             |                    |                                  |                         |                                |
| 37 | 14        | "Emprestar ou Rob"                                                                          | Laura Belsey       | Eric Buchman                     | 15 de fevereiro de 2017 | 4.07                           |
| A equipe de Weller é forçada a se disfarçar com Rich Dotcom para se infiltrar em uma sociedade secreta, cujos membros estão planejando começar uma guerra. Weller e Rich enfrentam seu provável suspeito, um empresário do Vale do Silício chamado Zach Riley, mas ele se mostra inocente. Rich é sequestrado pelo verdadeiro culpado e forçado a invadir um computador para permitir que ele detone uma bomba suja, iniciando assim a guerra; Weller liberta Rich, mas não antes de ser forçado a matá-lo. Nas, Jane e Roman viajam para vários locais onde Shepherd costumava viver na esperança de despertar algumas lembranças. Ele lembra que matou a mãe de Taylor Shaw; Jane diz para ele mantê-lo de Nas e que ela dirá a Weller. Zach Riley se encontra com Borden, que diz que seu trabalho é crucial para a Fase 2 do plano de Sandstorm. |           |                                                                                             |                    |                                  |                         |                                |
| 38 | 15        | "Desenha, ó César, apaga um covarde"                                                        | Darnell Martin     | Christina M. Kim                 | 22 de fevereiro de 2017 | 4.13                           |
| Baseado em uma tatuagem decodificada por Rich Dotcom, Patterson pode vincular três tatuagens a um notório contrabandista quase mítico. Para acompanhar as várias pistas, Jane e Zapata questionam um antiquário acusado de homicídio há alguns meses, Weller e Roman se infiltram em uma clínica de prestígio, e Patterson e Reade investigam outro endereço. Eles descobrem que o negócio de antiguidades e o outro endereço são usados como frentes de um grupo de contrabando humano que leva imigrantes ilegais para a clínica, onde seus órgãos são colhidos para pacientes ricos. Weller e Roman são capturados pelos contrabandistas, mas o resto da equipe os encontra a tempo. Observando suas ações durante o caso, Patterson tenta confrontar Reade sobre seu hábito de desenvolver drogas, mas ele rejeita seus esforços. Mais tarde, Nas recebe uma nova ligação de seu antigo contato Sandstorm, mas, |           |                                                                                             |                    |                                  |                         |                                |
| 39 | 16        | "O mal eu habitei, lascivo eu vivi"                                                         | David McWhirter    | Alex Berger                      | 22 de março de 2017     | 4.26                           |
| Nas sobrevive por pouco à tentativa de sua vida e conclui que Tempestade de Areia pode ter descoberto seu informante. A equipe inicia uma operação para pegá-lo, durante o qual Jane é atacada por Cade. Quando chega o apoio, no entanto, Cade revela que ele é o informante, tendo ficado desiludido com o desrespeito de Shepherd pela vida humana. Ele revela a localização de um fixador trabalhando para Sandstorm, mas o homem é morto antes que ele possa ser extraído. Patterson descobre um transmissor escondido no dente e o usa para armar uma armadilha para Borden. Ferido, Borden se mata com uma granada e seus homens se suicidam. Cade é libertado, mas se recusa a ajudar ainda mais por medo do que Shepherd planejou. Zapata confronta Reade sobre o uso de cocaína e alerta Weller. Enquanto janta com Oliver, Jane é emboscada e tranqüilizada por homens mascarados. |           |                                                                                             |                    |                                  |                         |                                |
| 40 | 17        | "Solos"                                                                                     | David Johnson      | Kristen Layden                   | 29 de março de 2017     | 4.32                           |
| Jane e Oliver acordam em cativeiro. É revelado que o pai e parceiro de negócios de Oliver desviou milhões de dólares e os sequestradores pretendem resgatar Oliver e os filhos do parceiro pelo dinheiro. Jane consegue alertar o FBI e a equipe de Weller resgata com sucesso as crianças, assim como Oliver e Jane, descobrindo que o pai de Oliver, desaparecido há muito tempo, faleceu. Depois, Oliver termina com Jane. Weller se oferece para deixar Reade tirar uma folga para obter ajuda, mas Reade renuncia. Weller arranja para permitir que Roman viva com Jane em sua casa segura. Roman recupera a memória dele recuperando dinheiro de um fundo fiduciário com o nome de nascimento de Jane, Alice Kruger. Fortemente traumatizado por sua experiência com Borden, Patterson destrói seu apartamento à procura de dispositivos de vigilância. Reade é reconhecido como oficial por um grupo de traficantes de drogas que o espancaram. A equipe é oficialmente notificada de que está sendo investigada pelo procurador dos EUA por ajudar e favorecer terroristas. |           |                                                                                             |                    |                                  |                         |                                |
| 41 | 18        | "Linhas senis"                                                                              | Jeff T. Thomas     | Ryan Johnson & Peter Lalayanis   | 5 de abril de 2017      | 4.34                           |
| A equipe de Weller investiga a morte de um adolescente que vive em um lar adotivo e descobre uma conspiração para testar ilegalmente novos medicamentos em crianças adotivas. Jane convence Weller a permitir que Roman ajude o FBI em campo e eles localizam as crianças e prendem os conspiradores. AUSA Weitz interroga os membros da equipe de Weller, buscando evidências para justificar uma investigação do congresso sobre seu trabalho em Sandstorm. Para proteger Weller e o restante da equipe, permitindo que eles continuem a perseguir Sandstorm, Nas assume total responsabilidade pelos erros da força-tarefa. Enquanto estava no hospital, Reade se abre sobre seu tormento para com um paciente e finalmente decide assistir à fita do treinador Jones junto com Zapata para encontrar o fechamento. Shepherd obtém grandes quantidades de material nuclear de um associado, |           |                                                                                             |                    |                                  |                         |                                |
| 42 | 19        | "Considere uma mera louca raiva"                                                            | Ernest Dickerson   | Alex Berger                      | 26 de abril de 2017     | 4.33                           |
| Patterson consegue congelar as contas de Sandstorm antes que Shepherd possa comprar o material nuclear, levando a uma perseguição por Bangkok antes que ela seja presa. Shepherd consegue escapar e recuperar os materiais. Enquanto isso, a equipe de Weller segue outra tatuagem que leva a uma caça ao tesouro orquestrada por um par de irmãos hackers, oferecendo um banco de dados cheio de informações classificadas, inclusive no Protocolo Truman. Weller e Jane conseguem adquirir o banco de dados antes de Sandstorm, forçando Shepherd a ordenar a morte de Weller. Zapata é preso pela polícia de Nova York por obstrução da justiça. |           |                                                                                             |                    |                                  |                         |                                |
| 43 | 20        | "Em palavras, afogue-me"                                                                    | Dermott Downs      | Christina M. Kim                 | 3 de maio de 2017       | 4.18                           |
| A prisão de Zapata é revelada como um ardil criado por Weller e Patterson para coletar informações de Devon ( Ronda Rousey ), uma traficante de armas ligada a Tempestade de Areia. Quando Devon é esfaqueada por outro preso, no entanto, ela é forçada a organizar uma fuga com a assistência da equipe. Weller descobre a verdade sobre a morte da mãe de Taylor, mas reconhece que Shepherd, e não Jane, é o culpado pelo que aconteceu. Devon marca um encontro com o namorado Parker, mas muda o local para enganar a equipe. Parker identifica Zapata e a subjuga para fazer uma emboscada para Weller e Jane. Uma Patterson cada vez mais instável ataca um de seus técnicos e sai do caso. Weller resgata Zapata e captura Parker e Devon. |           |                                                                                             |                    |                                  |                         |                                |
| 44 | 21        | "Mãe"                                                                                       | Rob Seidenglanz    | Chris Pozzebon                   | 10 de maio de 2017      | 3.92                           |
| Roman é subjugado e devolvido à custódia do FBI, recuperando muitas de suas memórias. Reade decide se transferir para fora de Nova York. Jane e Weller seguem uma pista de Parker, que acaba sendo um ardil para atraí-los para longe. Shepherd e sua equipe atacam o escritório de Nova York e assumem o controle, matando a diretora Pellington e outros agentes para obter acesso ao computador de Patterson, que ela planeja usar para realizar ataques a prédios federais. Patterson, Reade e Zapata param Shepherd, mas Zapata está gravemente ferido. Jane e Weller retornam ao FBI e desarmam várias bombas plantadas por Shepherd. Roman se junta a Shepherd e foge com ela. Weller é levado para um bunker escondido, onde descobre que faz parte de uma continuidade secreta de governoprograma, CPV, destinado a ser ativado em uma emergência nacional. Ele percebe que a fase 2 do plano de Shepherd é acabar com o governo federal e deixar o COGS a cargo da América. |           |                                                                                             |                    |                                  |                         |                                |
| 45 | 22        | "Leprosos repelem"                                                                          | Jeff F. King       | Rachel Caris Love                | 17 de maio de 2017      | 4.28                           |
| Weller escapa do bunker com o vice-diretor da CIA Keaton. Patterson rastreia os explosivos usados nos ataques de Shepherd a Zach Riley; sob interrogatório, ele revela que Shepherd planeja colidir com um satélite em Washington, DC, onde ela escondeu material nuclear. Depois que Zapata e Keaton encontram o material nuclear em uma ambulância, Jane e Weller vão confrontar Shepherd. Enquanto Jane dirige a ambulância em um túnel para minimizar as consequências, Weller procura o farol que Shepherd está usando para guiar o satélite. Roman bate um carro na ambulância, ferindo Weller. Percebendo que Shepherd engoliu o farol, Weller a desfibrila, desativando-o e permitindo que Patterson redirecionasse o satélite para o oceano. Jane luta com Roman, mas não consegue matá-lo, deixando-o escapar. Shepherd é preso e colocado sob custódia de Nas. A equipe celebra e Jane e Weller consumam seu relacionamento. Dois anos depois, Jane mora no topo de uma montanha com monges, depois de deixar Weller e o FBI por razões desconhecidas. Weller vem vê-la, pedindo sua ajuda para encontrar Patterson, Reade e Zapata, que desapareceu de repente. Ele está usando um anel de casamento e tem uma caixa selada marcada com o nome de Jane, que abre quando os dois tocam. Dentro é um objeto metálico que faz com que as tatuagens de Jane se iluminem. que abre quando os dois tocam. Dentro é um objeto metálico que faz com que as tatuagens de Jane se iluminem. que abre quando os dois tocam. Dentro é um objeto metálico que faz com que as tatuagens de Jane se iluminem. |           |                                                                                             |                    |                                  |                         |                                |

### Terceira Temporada (2017–18)
Cada título de episódio na terceira temporada contém um padrão de três letras, no qual a primeira e a terceira letras são iguais. As letras do meio podem ser unidas para soletrar a frase "Um de nós dará nossa vida".
| Seq. | Episódios | Título/Anagrama                | Dirigido por        | Escrito por                    | Estreia original       | Audiência nos EUA (em milhões) |
| --- | --------- | ------------------------------ | ------------------- | ------------------------------ | ---------------------- | ------------------------------ |
| 46 | 1         | "De volta à rotina"            | Martin Gero         | Martin Gero                    | 27 de outubro de 2017  | 4.13                           |
| Flashbacks revelam que Jane e Weller se casaram e começaram a vida em família no Colorado, mas foram atacados por assassinos que tentavam receber uma recompensa por Jane. Jane se esconde para proteger Weller. É revelado que Zapata ingressou na CIA, Reade é chefe da NYO e Patterson agora trabalha na indústria de tecnologia. Os três foram sequestrados por soldados venezuelanos que exigem que Patterson decifre um computador da CIA. Nos dias atuais, Weller se reúne com Jane, descobrindo que ela está coberta de novas tatuagens bioluminescentes, uma das quais as leva a Veneza. Eles lutam contra Roman, que é responsável pelas novas tatuagens. Weller ajuda Jane a fingir sua morte para obter a recompensa em sua cabeça levantada. Zapata, Reade e Patterson escapam e são resgatados por Jane e Weller. O FBI e a CIA criam uma força-tarefa conjunta para lidar com Roman e as novas tatuagens, reunindo Weller. equipe antiga. Zapata menciona uma misteriosa tatuagem de libélula para Keaton, que ela deseja manter em segredo; Jane esconde um esconderijo de dinheiro e passaportes de Weller; é revelado que Patterson esteve secretamente em contato com Rich Dotcom, que agora trabalha para o FBI. Weller é abordado por Roman, que ameaça contar a Jane "o que aconteceu em Berlim", a menos que Weller faça o que ele exige.                                                     |           |                                |                     |                                |                        |                                |
| 47 | 2         | "Saco de Truques Inimigos"     | David Tuttman       | Chris Pozzebon                 | 3 de novembro de 2017  | 3.50                           |
| Uma caixa preta com a capacidade de desativar um sistema de defesa antimísseis é roubada de um satélite caído, colocando Jane frente a frente com um mercenário sem escrúpulos com quem trabalhou durante sua ausência. Com a ameaça de um ataque nuclear da Coréia do Norte, a equipe procura freneticamente a caixa preta. Eles descobrem que um dos criadores do satélite está trabalhando com agentes norte-coreanos e recupera a caixa antes que os mísseis possam ser lançados. Roman faz amizade com um ex-soldado rico, Thomas Jakeman, que o mata e rouba sua identidade. Zapata conhece a namorada de Reade. Patterson encontra seu colega Stuart assassinado em seu apartamento. |           |                                |                     |                                |                        |                                |
| 48 | 3         | "Ofício de cabeça para baixo"  | Solvan "Slick" Naim | Christina M. Kim               | 10 de novembro de 2017 | 3.38                           |
| Depois que Jane e Weller prendem um magnata financeiro, Kevin Loewe, seu advogado insiste que ele foi acusado de um grupo hacktivista anônimo, o Three Blind Mice. É revelado que Patterson e Rich Dotcom eram membros do grupo, mas foram embora quando o terceiro membro, Kathy, começou a executar hackers maliciosos. O FBI interroga Kathy. Patterson usa um backdoor no aplicativo que ela criou para ajudar a provar que Loewe é culpada de sabotagem corporativa e Jane e Weller interrompem os sabotadores. Percebendo que Patterson e Rich eram os outros Ratos, Kathy os sequestra e tenta forçá-los a realizar ataques criminosos. Patterson consegue sinalizar a equipe para um resgate. Reade expressa suas suspeitas de que Patterson e Rich eram os outros membros dos Ratos, mas diz que não pode persegui-los por falta de evidências e sugere que Jane ' As novas tatuagens pretendem revelar segredos que a equipe deseja manter ocultos. Patterson continua investigando a tatuagem em que Stuart estava trabalhando, encontrando-a ligada a Van Gogh. Um homem desconhecido de uma orelha é visto escondendo evidências do assassinato de Stuart. |           |                                |                     |                                |                        |                                |
| 49 | 4         | "Jogo de Ricochete"            | David McWhirter     | Ryan Johnson & Peter Lalayanis | 17 de novembro de 2017 | 3.37                           |
| Após uma das tatuagens de Jane, a equipe investiga Marcus Dunn, um homem-bomba antitecnologia que morreu há mais de vinte anos. A trilha leva a equipe a um homem chamado Rosmond "Rossi" Ott, que reconhece Jane como Remi. Ott é transferido para a custódia do Departamento de Estado pelo Secretário Adjunto de Estado Oeste; no entanto, Ott escapa. A equipe descobre que Dunn está vivo. Eles deduzem seu próximo alvo; Reade mata Dunn, Jane e Weller trabalham juntos para desarmar sua bomba. Zapata vê Reade se encontrando secretamente com West. Ott envia documentos a Jane revelando que ela tem uma filha que ela colocou para adoção. Posando como Thomas Jakeman, Roman participa de um leilão de caridade organizado por uma socialite, Blake Crawford. Ele flerta com Blake e coloca um dispositivo de rastreamento nela. |           |                                |                     |                                |                        |                                |
| 50 | 5         | "Este legado profundo"         | Rob Seidenglanz     | Rachel Caris Love              | 1 de dezembro de 2017  | 3.35                           |
| A equipe investiga uma série de ataques criminosos que os levaram a Vanya Petrushev, o legítimo rei da nação de Kazarus, que está sendo alvo de assassinato por seu tio, o atual rei. A equipe encontra e resgata Vanya e sua mãe dos assassinos. Quando seu tio é derrubado, Vanya decide ir a Kazarus para ajudar a liderar o povo. Suspeitando do comportamento de Reade, Zapata e Patterson inventam evidências falsas no caso do assassinato de Stuart para atrair a toupeira dentro do FBI; O diretor do FBI Hirst tenta enquadrar Reade usando seu login para excluir as "evidências". Reade se recusa a acreditar nas acusações de Zapata e Patterson e exige que produzam evidências concretas contra Hirst. Roman diz a Jane que Shepherd a forçou a desistir de sua filha e Jane resolve encontrá-la a todo custo. Um flashback revela que, |           |                                |                     |                                |                        |                                |
| 51 | 6         | "Suspeito adorador"            | Glen Winter         | Eric Buchman                   | 8 de dezembro de 2017  | 3.50                           |
| Weller se disfarça em Hollywood para investigar a conexão de Keith Rhodes, um ator famoso, a um notório chefe do crime organizado, Nico Popov. A equipe de Reade descobre que Popov está usando o produtor de Rhodes como uma frente para enviar armas de destruição em massa em todo o mundo e que Popov está planejando um ataque químico na América. Weller e Jane frustram o ataque e prendem Popov. Os engenheiros romanos outro encontro com Blake Crawford e os dois se aproximam. Jane decide abandonar a busca por sua filha. Hirst lança uma ameaça velada a Reade depois que ele a confronta sobre suas conexões com Kevin Loewe. Reade se junta a Jane, Weller, Patterson, Zapata e Rich para ajudar a derrubar Hirst. |           |                                |                     |                                |                        |                                |
| 52 | 7         | "Corrija meu caos atual"       | Lin Oeding          | Kristen Layden                 | 15 de dezembro de 2017 | 3.33                           |
| Um flashback revela que Hirst matou Stuart por resolver a tatuagem que levou à identidade do homem de uma orelha. Atualmente, pistas de Roman levam a equipe à Dra. Margaret Palmieri, diretora de um teste de drogas contra o câncer que aceita subornos. Ao entrevistar um dos participantes do julgamento, Jane e Weller ficam cara a cara com seu marido: o homem de um ouvido. Eles o capturam, descobrindo que ele é Eric Vance, um ex-marechal dos EUA. Vance revela que Hirst o chantageou a trabalhar para ela, ameaçando forçar Palmieri a retirar seu marido do julgamento das drogas e concorda em testemunhar contra Hirst se eles prenderem Palmieri. Patterson deduz que Palmieri planeja lançar um vírus mortal para enriquecer com a venda da cura. Hirst exige que Reade expulse Zapata da força-tarefa e do FBI. Com a ajuda de Allie, Jane e Weller impedem Palmieri de liberar o vírus. Vance diz a eles que Hirst assassinou Stuart. Quando Vance é morto logo após ser colocado em proteção de testemunha, Weller percebe que Hirst sabe que a equipe a está investigando. |           |                                |                     |                                |                        |                                |
| 53 | 8         | "Pessoas da cidade em segredo" | David Tuttman       | Brendan Gall                   | 22 de dezembro de 2017 | 3.50                           |
| Um perigoso jogo de gato e rato acontece quando Hirst tenta impedir que a equipe de Reade a exponha. Roman conhece o pai de Blake, Hank Crawford, e é revelado que Hirst está em seu emprego. Roman exige que Weller mate Hirst agora que Vance está morto. Hirst enquadra Patterson pelo assassinato de Stuart. Reade finge estar do lado de Hirst contra o resto da equipe. Depois que Rich ajuda Patterson a escapar do FBI, ele é preso por Hirst. Jane e Weller roubam o telefone de Hirst para obter dados dele. Weller é preso para ajudar Jane a escapar e levar os dados do telefone para Patterson, que encontra uma vantagem nos dados antes de ser preso. Zapata segue a liderança que Patterson encontrou e obtém uma gravação de áudio de Hirst matando Stuart. A gravação é tocada pelo interfone do FBI e Hirst é preso por assassinato. Hirst revela que seus subordinados sequestraram Zapata, forçando Reade a ajudá-la a escapar. Jane e Weller os rastreiam e libertam Reade e Zapata. Weller prende Hirst ao invés de matá-la, como Roman ordenou. Já não querendo que Roman o chantageie, Weller conta a Jane seu segredo de Berlim: ele matou a filha dela. |           |                                |                     |                                |                        |                                |
| 54 | 9         | "Chamas ardentes quentes"      | Adam Salky          | Chris Pozzebon                 | 12 de janeiro de 2018  | 3.56                           |
| A equipe investiga ogivas nucleares desaparecidas, descobrindo que foram roubadas por Lana, irmã do líder terrorista Anton Stepulov, que quer vingança pela morte de seu irmão. Weller é forçado a pular de um avião para desarmar a ogiva. Victor, o braço direito de Hank Crawford, testa Roman, forçando-o a recuperar um item valioso. Em um flashback, Weller explica a Jane o que aconteceu em Berlim: ele acidentalmente matou Avery enquanto confronta um gângster chamado Max. Em resposta, Jane remove o anel de casamento e declara que o está deixando. É revelado que Avery ainda está vivo e sendo mantido em cativeiro. |           |                                |                     |                                |                        |                                |
| 55 | 10        | "Equilíbrio de Poder"          | Martha Mitchell     | Tracy Whitaker                 | 19 de janeiro de 2018  | 3.55                           |
| Um flashback revela que, seis meses antes, Roman se encontrou com um grupo de refugiados em um campo queniano e os alertou sobre Saya, o homem que estava planejando transferi-los para Nova York. Ele lhes dá o cartão de visita de um jornalista do New York Times, que acaba por ser Meg, a namorada de Reade. De volta ao presente, Meg ajuda a equipe ao saber que a história sobre os refugiados em que está trabalhando tem links para uma das tatuagens de Jane. A tatuagem revela que Saya é um terrorista que estava usando refugiados vulneráveis como cobertura para seus ataques. Ele é parado depois de tentar bombardear um hotel usando outro grupo de backup. Enquanto isso, Jane relata seu primeiro encontro com Clem, um homem com quem ela costumava trabalhar durante sua ausência. É revelado que ela dormiu com ele, mas ainda amava Weller, além de fazer parte da equipe. Mais tarde, ela vai encontrar Clem em seu quarto de hotel. Depois de retornar de uma missão em Londres, a tensão entre Roman e Victor surge quando este começa a suspeitar de sua identidade "Thomas Jakeman" e ele usa um copo usado por Roman para tirar suas impressões digitais. Patterson revela a Weller que ela descobriu algumas imagens de Avery no dia anterior ao seu encontro. Isso mostra o encontro e o pagamento de Roman por ela ser paga, levando Weller a acreditar que ele havia sido criado. |           |                                |                     |                                |                        |                                |